# هامور مليبار
هامور مليبار (الاسم العلمي Epinephelus malabaricus)، نوع من الهامور وفصيلة القرفصية. يمكن أن يصل أقصى طول له 234 سم، ولكن عادًة ما يكون متوسط حجمه 100 سم.

## التوزيع والمواطن
ينتشر سمك هامور مليبار في جميع أنحاء البحار الاستوائية لمنطقة المحيط الهادي الهندي من الساحل الشرقي لأفريقيا إلى جزر تونغا، ويشمل ذلك ولاية البحر الأحمر. وسُجل له ظهور في شرق البحر الأبيض المتوسط، كمهاجر عن طريق قناة السويس. يعيش هامور المليبار في موائل مختلفة، مثل البحيرات وأشجار الأيكة والشعاب المرجانية والصخرية والمناطق الرملية والقاعية الموحلة، بين عمق يتراوح من 2 إلى 150 م. هو يفضل المناطق الضحلة أو المياه المالحة.

## معرض صور

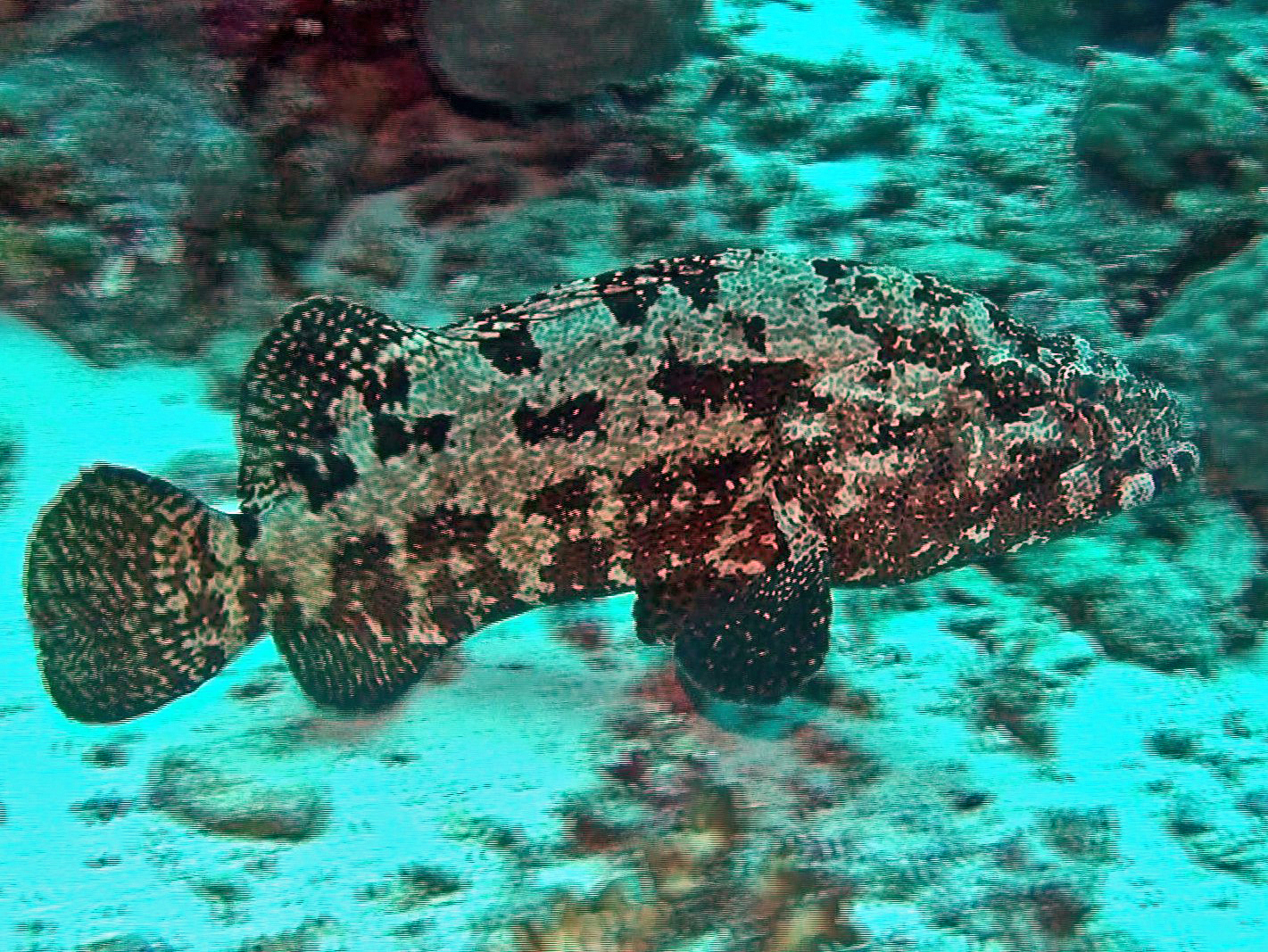
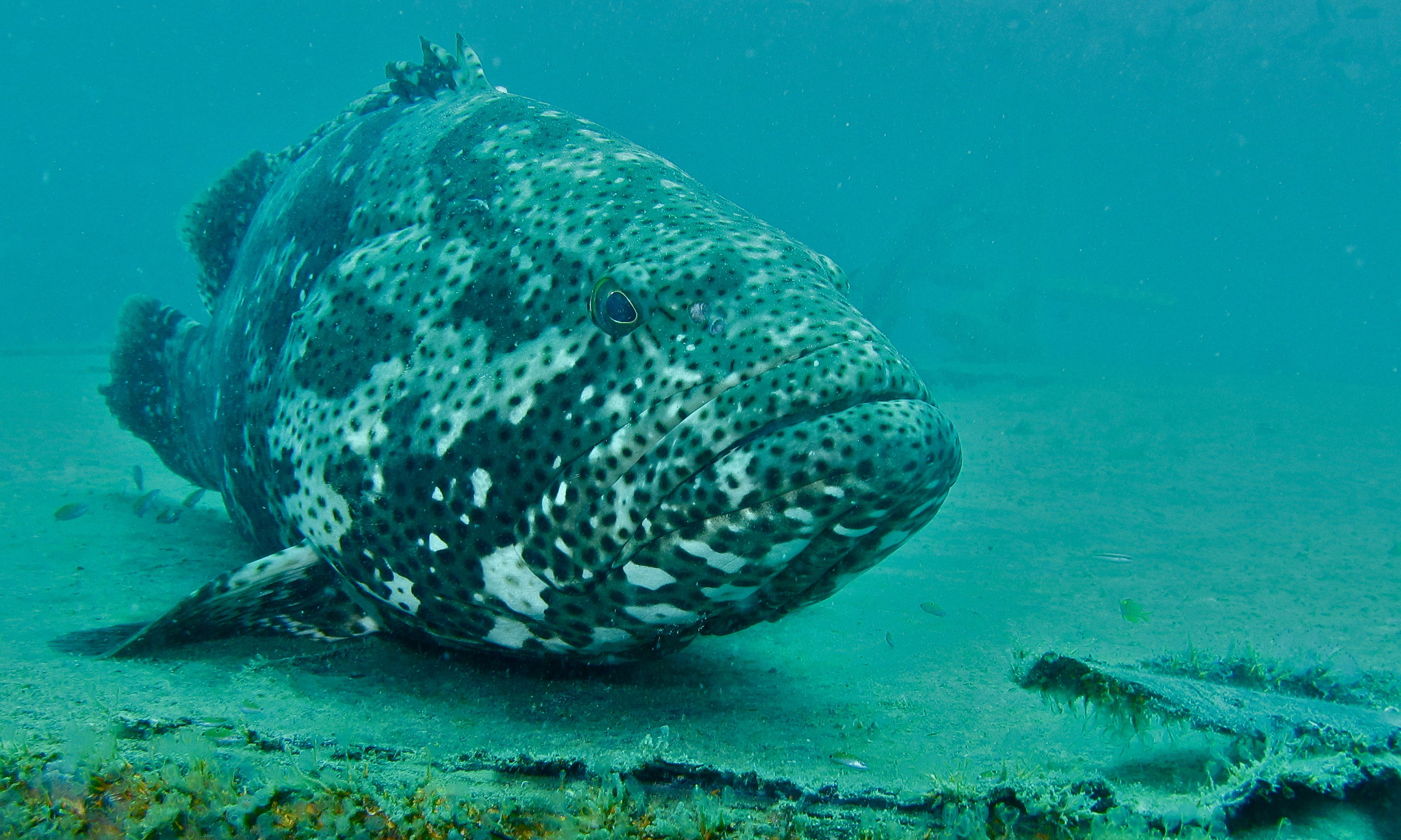